# Калиновська Ірина Миколаївна
Іри́на Микола́ївна Калино́вська (нар. 11 липня 1954, Сімферополь) — українська піаністка, органістка, клавесиністка. Народна артистка України (2009).

## Життєпис
1978 — з відзнакою закінчила Київську консерваторію (клас фортепіано А. А. Янкевича-Янкелевича, органа — А. М. Котляревського). Стажувалась у Ф. Клінди (Словаччина), Л. Дігріса (Литва), В. Шетеліха, Л. Кремера (Німеччина).
Працювала органісткою у Кам'янець-Подільському історичному музеї-заповіднику.
1978—1980 — солістка Хмельницької філармонії.
1980—1983 — солістка Київського театру поезії.
З 1983 — головна органістка-інструменталістка Національного Будинку органної та камерної музики України.
2003 — організувала цикл концертів «Йоганн Себастьян Бах і його сім'я», в якому чимало творів були виконані в Україні вперше.
Є першою виконавицею органних творів В. Є. Назарова і Є. Ф. Станковича, композицій В. В. Гончаренка, В. П. Губи, Л. В. Дичко, В. Д. Зубицького, В. Г. Кікти, С. І. Луньова, Є. О. Льонка, В. В. Польової, В. П. Рунчака, М. А. Шуха. Першою в Україні виконала твори Петра Ебена, Золтана Кодая, Зено Ванчі, органні твори Моцарта, Шуберта, Йозефа Лабора, Густава Меркеля.
Її репертуар складають твори європейського бароко, класицизму, романтизму, музики ХХ століття, композиції І. М. Асєєва, М. Ф. Колесси; транскрипції творів В. С. Косенка, обробки українських народних пісень М. В. Лисенка.
Виступала у країнах Балтії, Росії, Великій Британії, Італії, Польщі, Німеччині, Словаччині, Фінляндії, Франції, Чехії, Швейцарії та ін.
Має записи на Українському радіо і телебаченні, випустила компакт-диск (1998).
Донька Ірини Калиновської Марія Кирилова теж органістка, лауреат міжнародних конкурсів, виступає разом з мамою, а також має свої програми.

## Визнання
- 1982 — Лауреатка Українського республіканського конкурсу органістів (II премія, спеціальний приз за найкраще музичне виконання)
- 1996 — Заслужена артистка України
- 2009 — Народна артистка України